# Les étoiles chantent
Pour plus de détails, voir Fiche technique et Distribution.
Les étoiles chantent (The Stars Are Singing) est un film américain réalisé par Norman Taurog, sorti en 1953.

## Fiche technique
- Titre original : The Stars Are Singing
- Titre français : Les étoiles chantent
- Réalisation : Norman Taurog
- Scénario : Paul Hervey Fox (en) et Liam O'Brien (en)
- Photographie : Lionel Lindon
- Montage : Arthur P. Schmidt
- Société de production : Paramount Pictures
- Pays d'origine : États-Unis
- Format : Couleurs - 1,37:1 - Mono
- Genre : musical
- Date de sortie : 1953

## Distribution
- Rosemary Clooney : Terry Brennan
- Anna Maria Alberghetti : Katri Walenska
- Lauritz Melchior : Jan Poldi
- Fred Clark : McDougall
- John Archer : Dave Parish
- Mikhail Rasumny : Ladowski
- Lloyd Corrigan : Miller
- Don Wilson : Speaker de la radio
- Otto Waldis : Capitaine du bateau Goslak
- Paul E. Burns : Henryk